# Bestattungswald

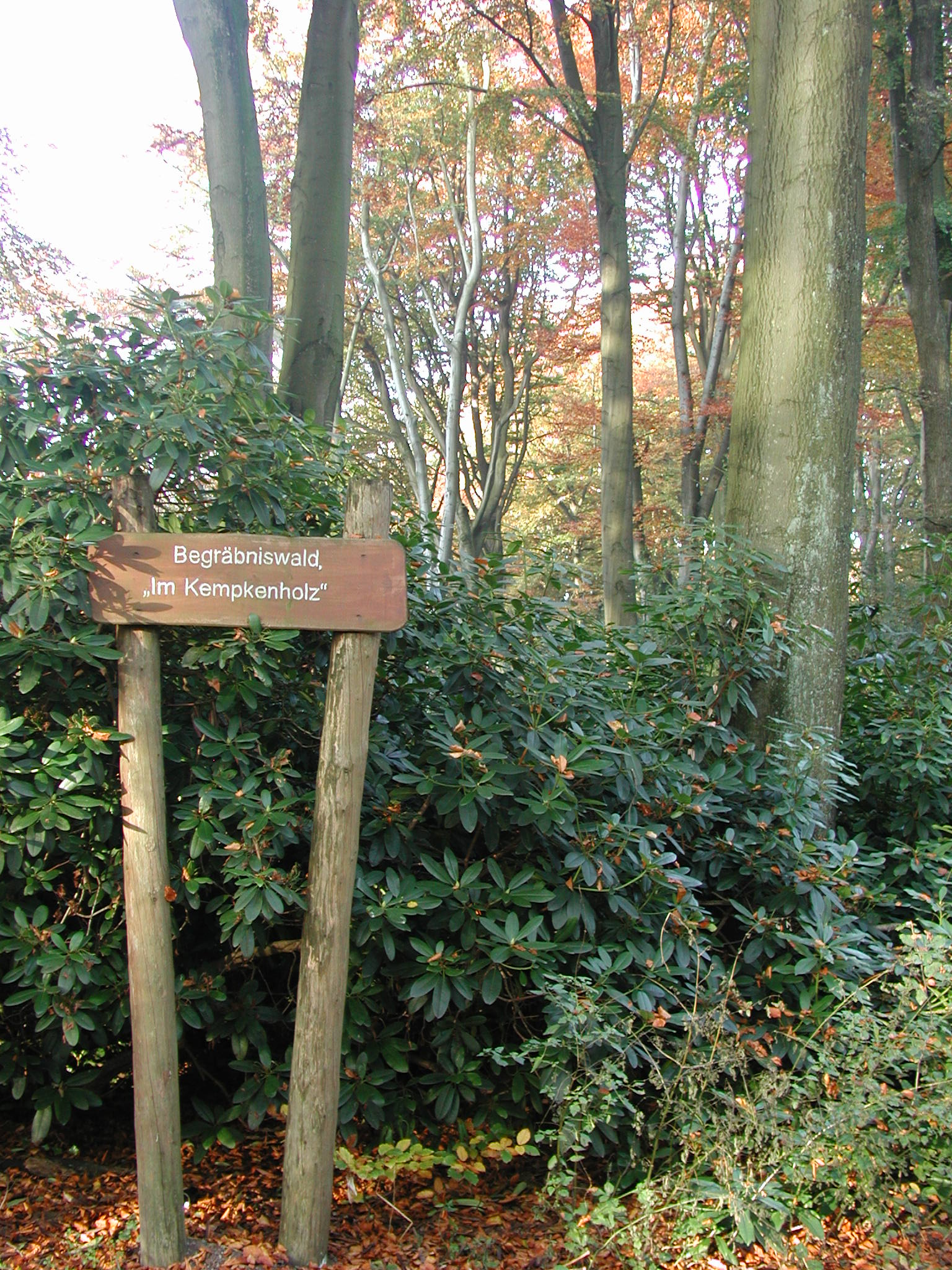
Begräbniswald Remscheid

Ein Bestattungswald (auch Urnen-, Begräbnis-, Ruhe- oder Friedwald) ist ein 1999 zuerst in der Schweiz genehmigter Beisetzungsort für Totenaschen im Wald. Gekennzeichnete Bestattungsbäume orientieren über den Ort der Beisetzung, individuelle Gräber sind aber nicht erkennbar, Bepflanzungen durch Hinterbliebene, Bodenbearbeitung sowie das Ablegen von Devotionalien sind unzulässig; somit entfällt auch die Grabpflege. Während in der Schweiz die Totenasche am Baum verstreut wird, muss sie in Deutschland und Österreich überwiegend in einer Bestattungsurne in friedhofstypischer Tiefe beigesetzt werden.
Hinsichtlich Planung, Einrichtung und Betrieb von Bestattungswäldern findet eine Aufgaben- und Einnahmenteilung zwischen den oft privaten Betreibern sowie den Waldeigentümern und Gemeinden statt. Dabei sind sowohl rechtliche als auch wirtschaftliche und ökologische Anforderungen in Betracht zu ziehen.

## Anfänge und Entwicklung
Idee und Konzept der im deutschsprachigen Raum vorkommenden Bestattungswälder stammen von dem in Mammern beheimateten Schweizer Ueli Sauter, der nach mehrjährigem Bemühen und ersten Baumbestattungen auf eigenem Grund 1999 die behördliche Genehmigung zur Einrichtung eines Bestattungswaldes erhielt. Sauter verbindet mit der Baumbestattung der Totenasche Vorstellungen von einer Rückkehr in den Kreislauf der Natur und von der Entstehung neuen Lebens, indem die Baumwurzeln die in der Asche enthaltenen Nährstoffe aufnehmen. In der Schweiz wurden 2019 von Sauter und seinen Mitarbeitern 70 Begräbniswälder betrieben.
Bereits im Jahr 2000 verkaufte Sauter seine Rechte an der Marke FriedWald nach Deutschland. Die FriedWald GmbH und in der Folge auch die RuheForst GmbH etablierten Franchising-Produkte. 2020 verfügten nach eigenen Angaben allein die größten Anbieter FriedWald und RuheForst über 74 bzw. 68 Standorte in ganz Deutschland, bei denen die haftungsbeschränkten Gesellschaften Rechte und Pflichten im Benehmen mit den Waldeigentümern festsetzen und die Gemeinden eine 99-jährigen Grunddienstbarkeit absichern. Weitere Anbieter sind von eher regionaler Bedeutung. In Österreich etablierte eine Gemeinschaft aus dem Stift Heiligenkreuz, Stift Klosterneuburg und dem Erzbistum Wien den Anbieter Klosterwald, der sechs Bestattungswälder im Osten Österreichs betreibt. In Deutschland wie auch in Österreich sind sie in den Flächennutzungsplänen als Sondergebiet Bestattungswald dargestellt und als Friedhof gewidmet. Abweichend von der Regel, Totenaschen in einer Urne beizusetzen, kann in einigen Bundesländern die Asche auch verstreut werden; in Schweizerischen Bestattungswäldern ist das obligatorisch. Träger ist die Gemeinde bzw. Kommune oder (in seltenen Fällen) eine kirchliche Einrichtung, unabhängig davon, wer der Eigentümer des Waldes ist. Der laufende Betrieb erfolgt durch private oder öffentliche Organisationen. Neben Firmen betreiben unterdessen auch zahlreiche Kommunen Bestattungswälder.
Nach Angaben der Université du Luxembourg gab es 2017 in den europäischen Staaten Deutschland, Österreich, der Schweiz, den Niederlanden, Luxemburg, Tschechien und Schweden Bestattungswälder. In den USA und anderen englischsprachigen Staaten existieren als „natural burial grounds“  ähnliche auf Naturnähe zielende Angebote unter Verzicht auf Einäscherungen.

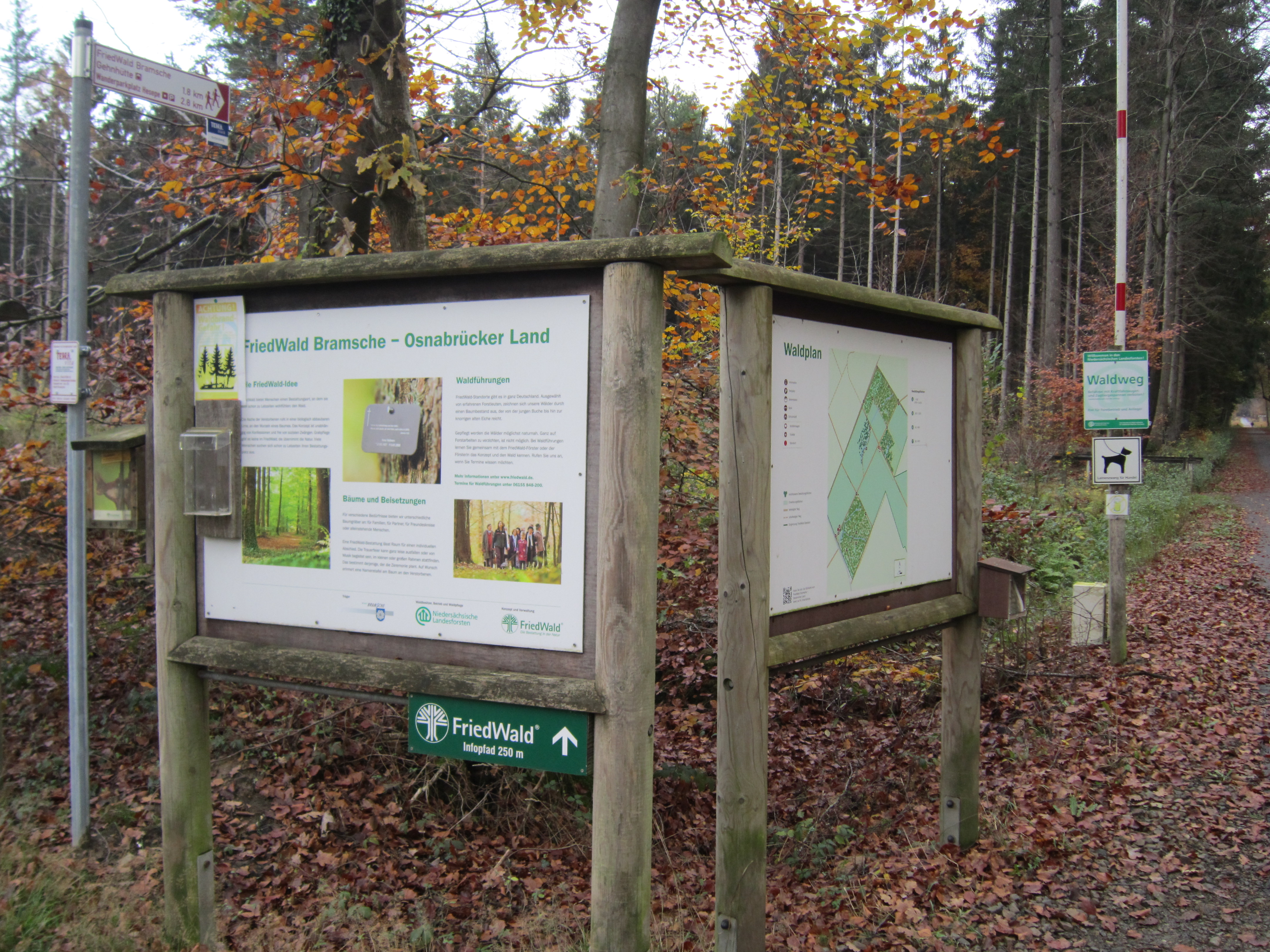
Bestattungswald in Achmer (Niedersachsen)
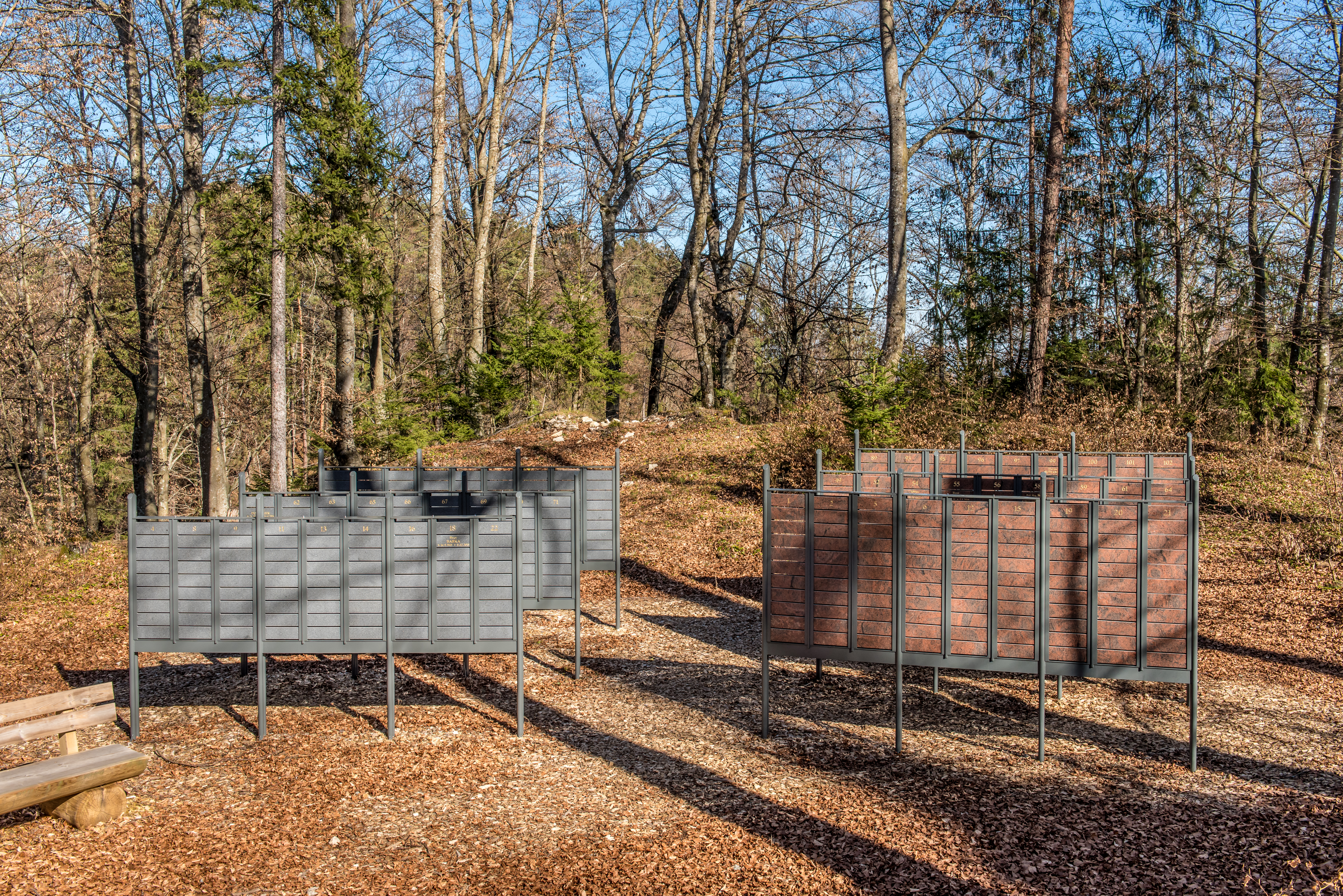
Friedensforst in Velden am Wörthersee (Kärnten / Österreich)
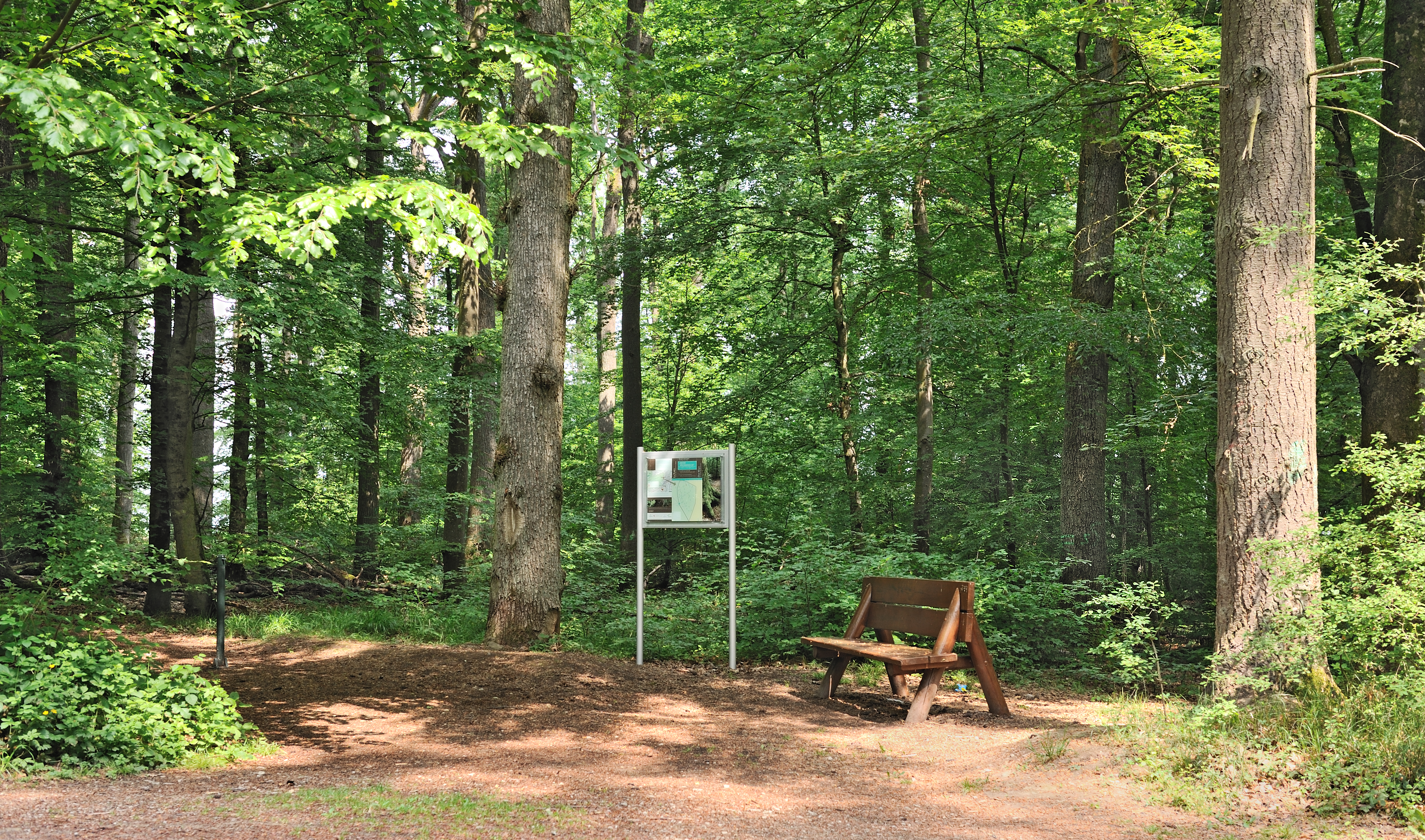
Bestattungswald „Rieder Bëschkierfecht“ in Roodt-sur-Syre (Luxemburg)
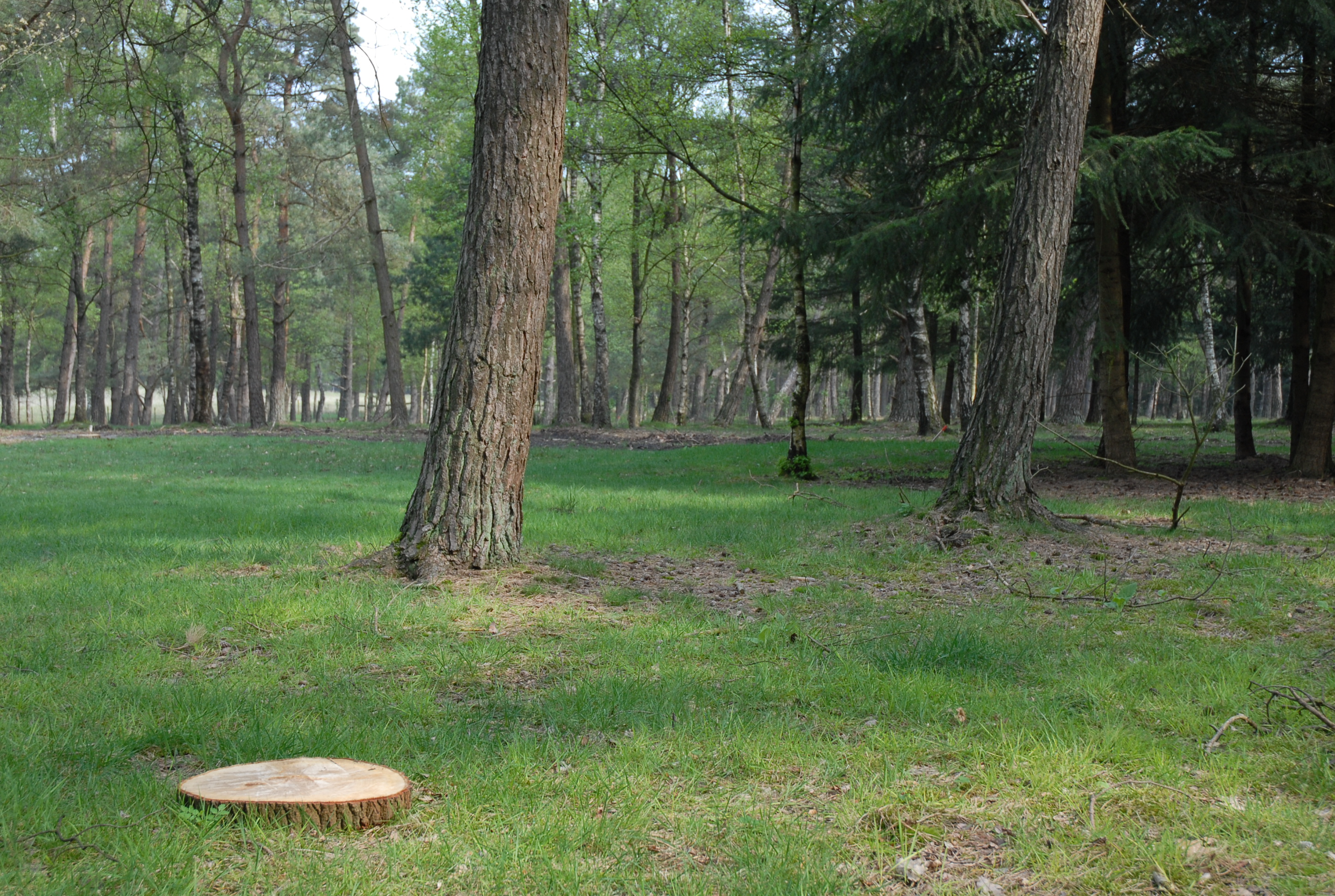
„Natuurbegraafplaats Heidepol“ in Arnheim und Ede, (Gelderland / Niederlande)
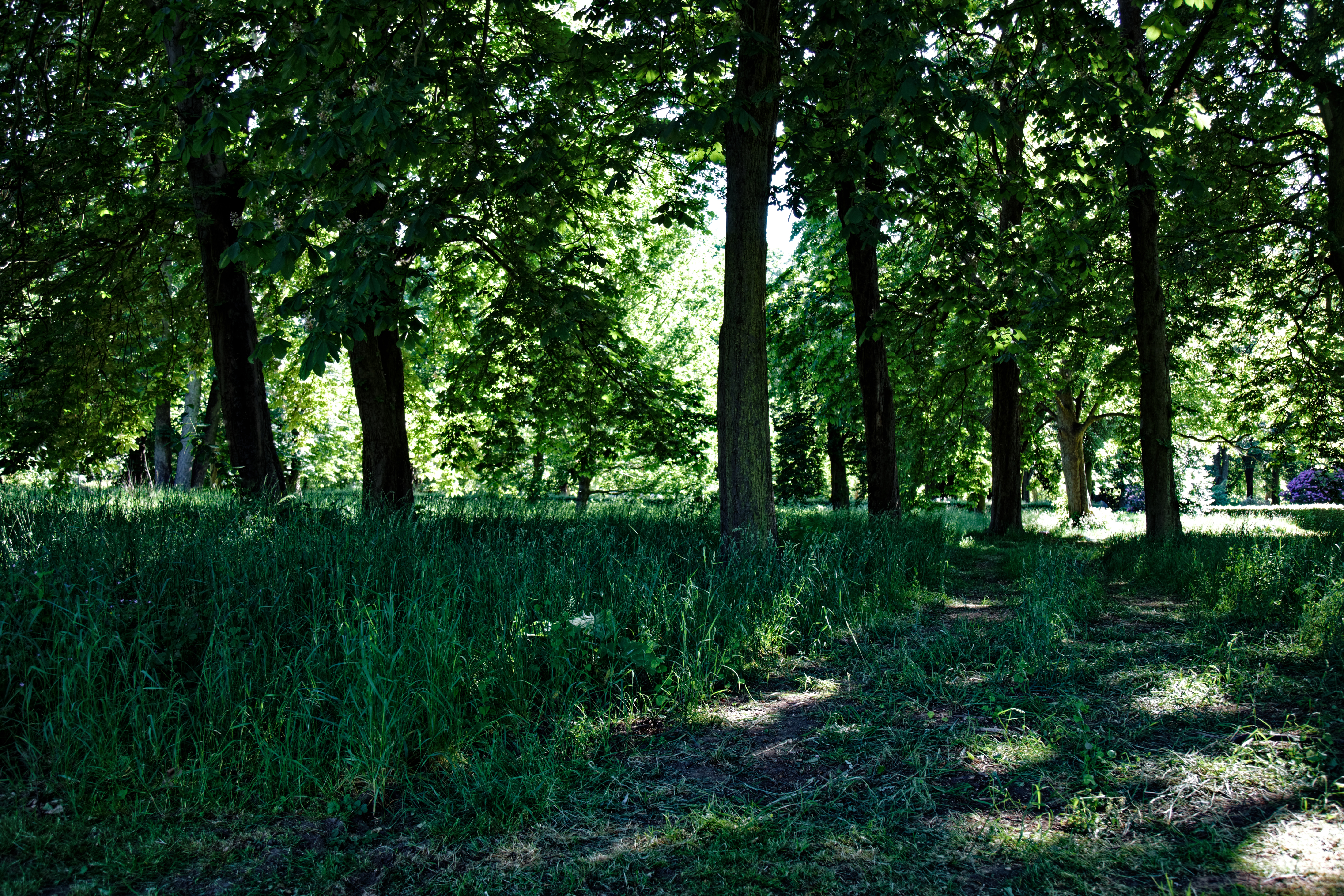
„Woodland Burial Area“ auf einem Friedhof in London (UK)
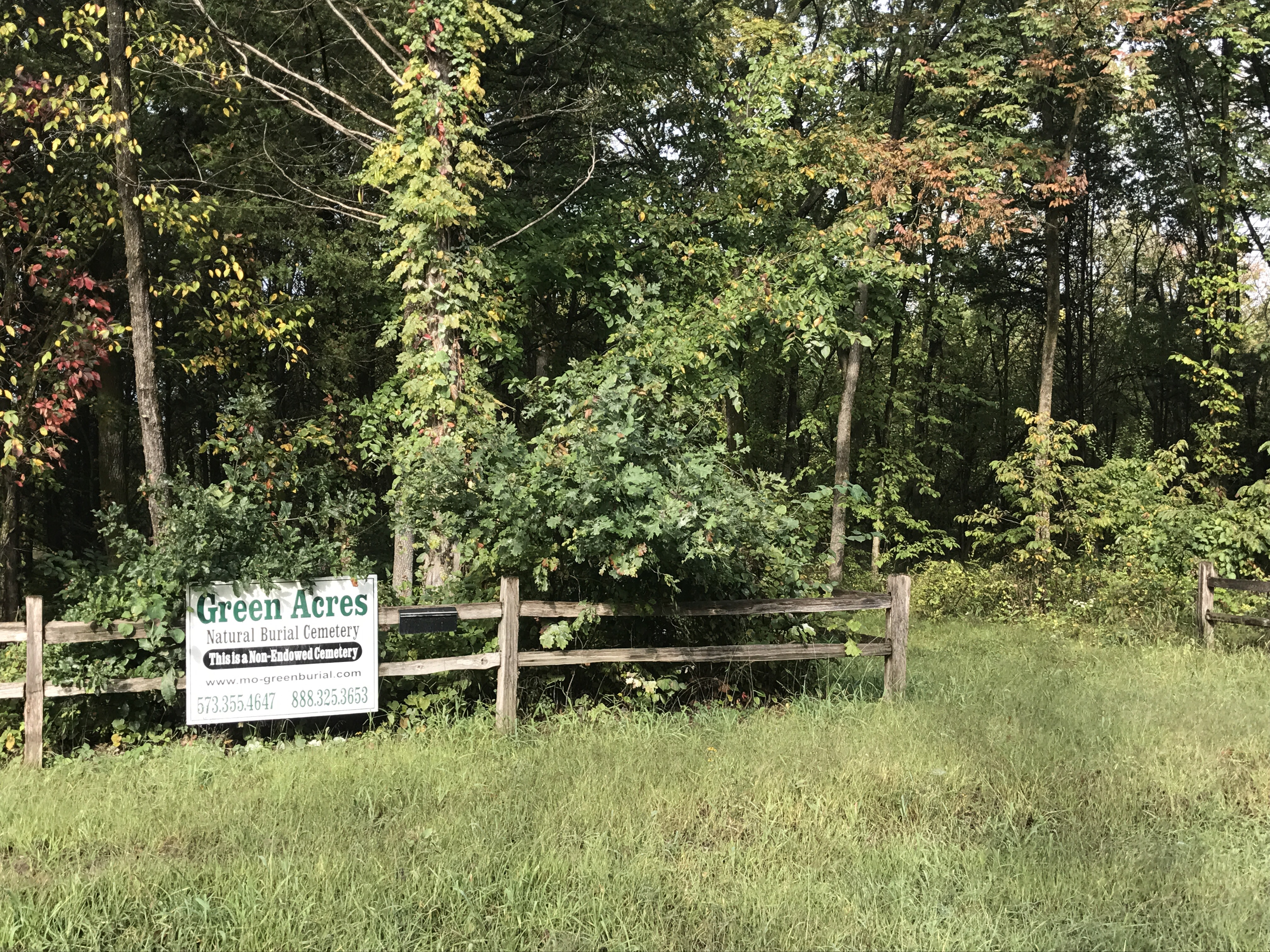
„Green Acres natural burial cemetery“ in Boone County, Missouri (USA)

## Entscheidungsgründe für Baumbestattungen

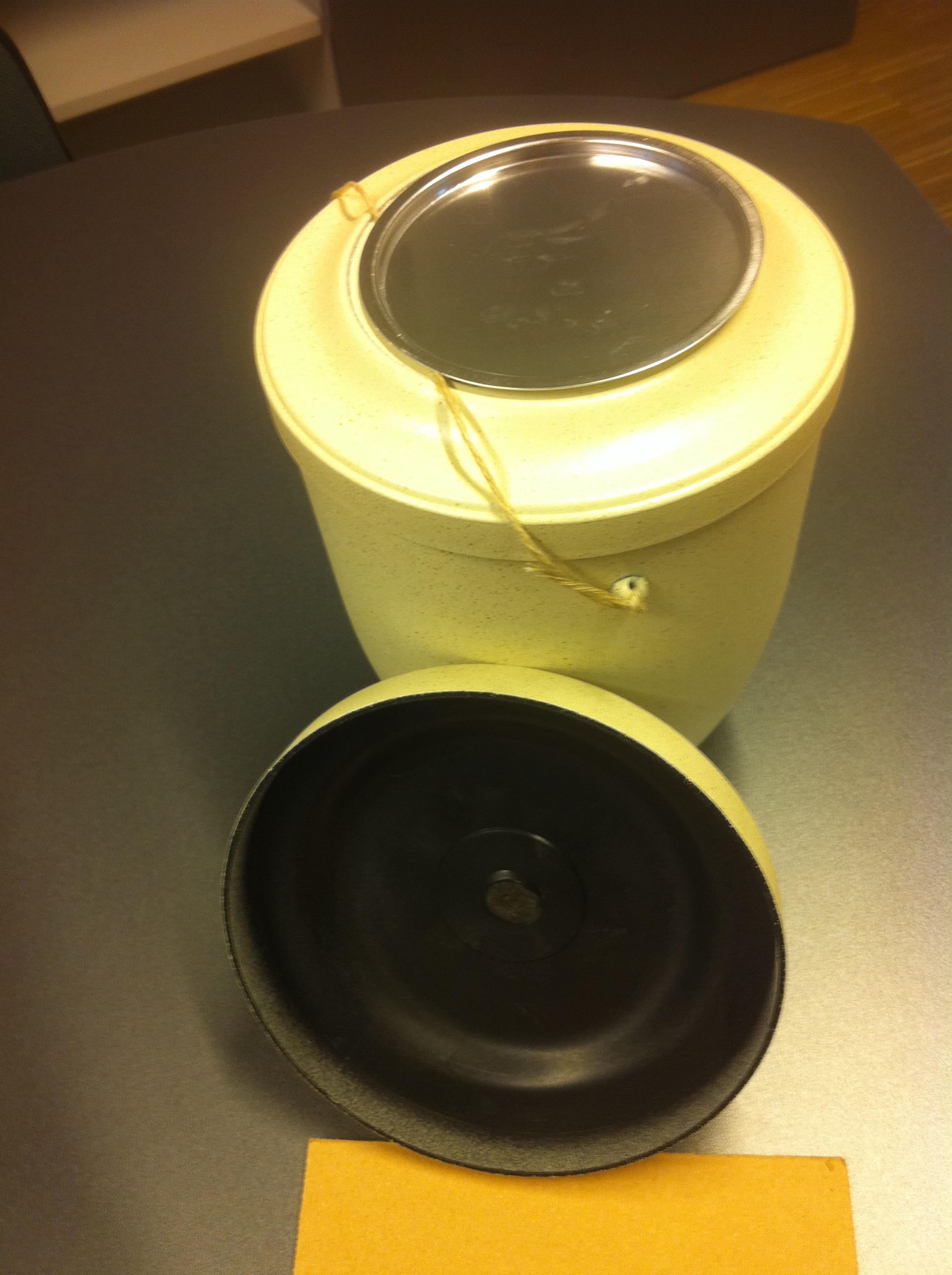
Urne aus Bioplastik mit Deckel aus Weißblech

In den meisten Untersuchungen erscheint die Entscheidung für ein Begräbnis in einem Bestattungswald als Ausdruck von Naturverbundenheit und als Ergebnis pragmatischer Abwägungen beim Vergleich verschiedener Bestattungsangebote. Gesellschaftliche Veränderungen seit den 1980er Jahren kommen als Treiber einer Entwicklung in Betracht, die das Interesse für neue Bestattungsformen im Allgemeinen und für die Baumbestattung im Besonderen verständlich machen. Vorreiter diesbezüglich waren die Hospizbewegung und die AIDS-Bewegung sowie das Streben nach einer würdigen Bestattung von Früh- und Totgeburten. Die Vorreiterrolle der von AIDS Betroffenen unterstreicht Sylvia Frevert: „Über Jahre mit dem eigenen Sterben konfrontiert, den Tod von Freunden erlebend, planten sie ihr Ende selbst und auch die Dinge, die danach passieren sollten.“ Die Auswertung diverser neuerer Studien zur Bestattungskultur lässt laut Isa Straub erkennen, dass die Entscheidung für eine Feuerbestattung oft von der Möglichkeit bestimmt ist, sich in der Natur bestatten zu lassen. „35 % könnten sich ihre letzte Ruhestätte auf einer Alm, im Bestattungswald oder an einem anderen Platz in der Natur vorstellen, weil sie zurück zur Natur wollen (27 %) oder ihnen das einfach besser gefällt (17 %).“
Für Baumbestattungen bezeichnend ist laut einer Untersuchung der Kulturwissenschaftlerin Stefanie Rüter ein Vorsorgekonzept: Hier stehe der lebendige Mensch mit seinen Wünschen im Vordergrund. „Er selbst bestimmt, wo und wie er erinnert werden möchte und wie sein Grab und dessen Umgebung aussehen sollen.“ Dass zum Baum der eigenen späteren Beisetzung schon mit der Auswahlentscheidung eine wirksame Beziehung hergestellt wird, zeigt sich Rüter zufolge bereits im Alltagsleben: Oft werde dieser Baum zum beliebten Besuchsobjekt seiner Eigentümer, und zwar unabhängig davon, ob dort bereits ein Familienmitglied beigesetzt sei. „Sein Gedeihen wird beobachtet, und er wird als Teil des eigenen Lebens betrachtet.“
Ein vorrangiges Motiv für den Wunsch nach Beisetzung im Bestattungswald ist der damit verbundene Wegfall der Grabpflege: Die Angehörigen sollen von Kosten bzw. Zeitaufwand für die Grabpflege entlastet werden. Im Falle der Baumbestattung entfallen diesbezügliche soziale Kontrollmechanismen in der Friedhofsgemeinde ebenso wie eventuelle Schuldgefühle der Angehörigen bei Versäumnissen in der Grabpflege. „Charakteristisches Merkmal aller Bestattungswälder ist bei aller Unterschiedlichkeit das verheißungsvolle Angebot“, so auch Reiner Sörries, „dass die Natur selbst die Grabpflege übernimmt und damit die Hinterbliebenen von der Grabpflege entlastet.“ Baumbestattungsinteressenten ist es teilweise wichtig, dass der Beisetzungsort von den Hinterbliebenen aus freiem Antrieb aufgesucht wird und nicht „aus reiner Verpflichtung“.
Anders als anonyme Grabstellen bieten Begräbniswälder den Angehörigen der Verstorbenen und anderen diesen Nahestehenden aber wie herkömmliche Friedhöfe einen bestimmten Ort zum Trauern und Gedenken. „Es ist seelsorgerisch und psychologisch nachgewiesen, dass Hinterbliebene, die einer anonymen Beerdigung zugestimmt haben, später erhebliche Probleme mit der ‚Ortlosigkeit der Trauer‘ hatten.“
Die Baumbestattungsalternative wird von manchen aber auch aus Ablehnung der üblichen Beisetzungsrituale und Verhaltensvorschriften auf Friedhöfen bevorzugt. Die dort geforderten Verhaltensstandards von der Beisetzung bis zur Trauerverarbeitung „werden nicht mehr als sinnvoll, sondern als Gängelei und Bevormundung erachtet. Es ist ein deutliches  Streben nach Freiheit und individuellen Entscheidungsspielräumen feststellbar, welches sowohl den Umgang mit dem Tod und den Toten als auch die eigene Trauerverarbeitung betrifft.“

## Einrichtung und Betrieb von Bestattungswäldern

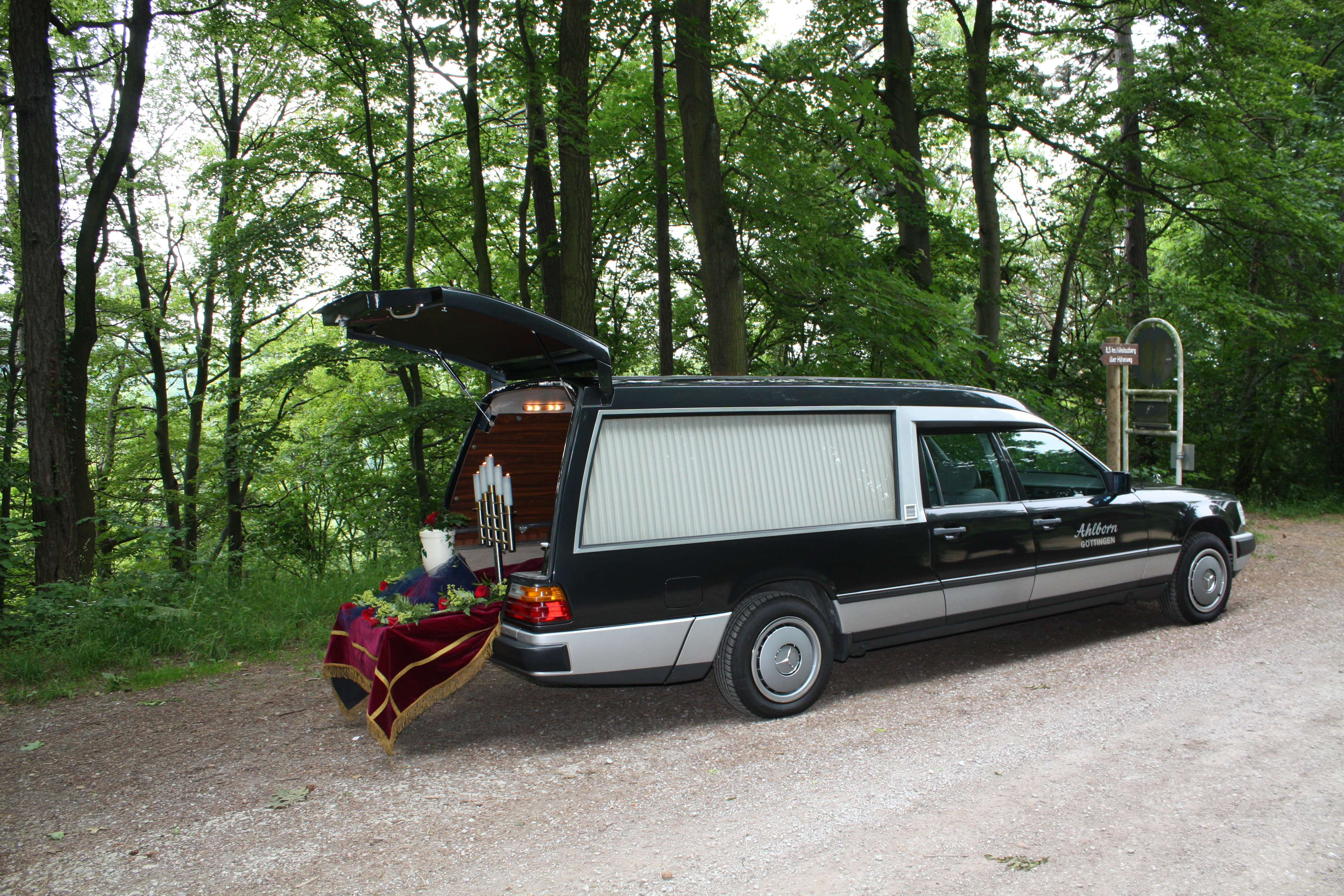
Leichenwagen mit Urne im Wald nahe der Burg Plesse

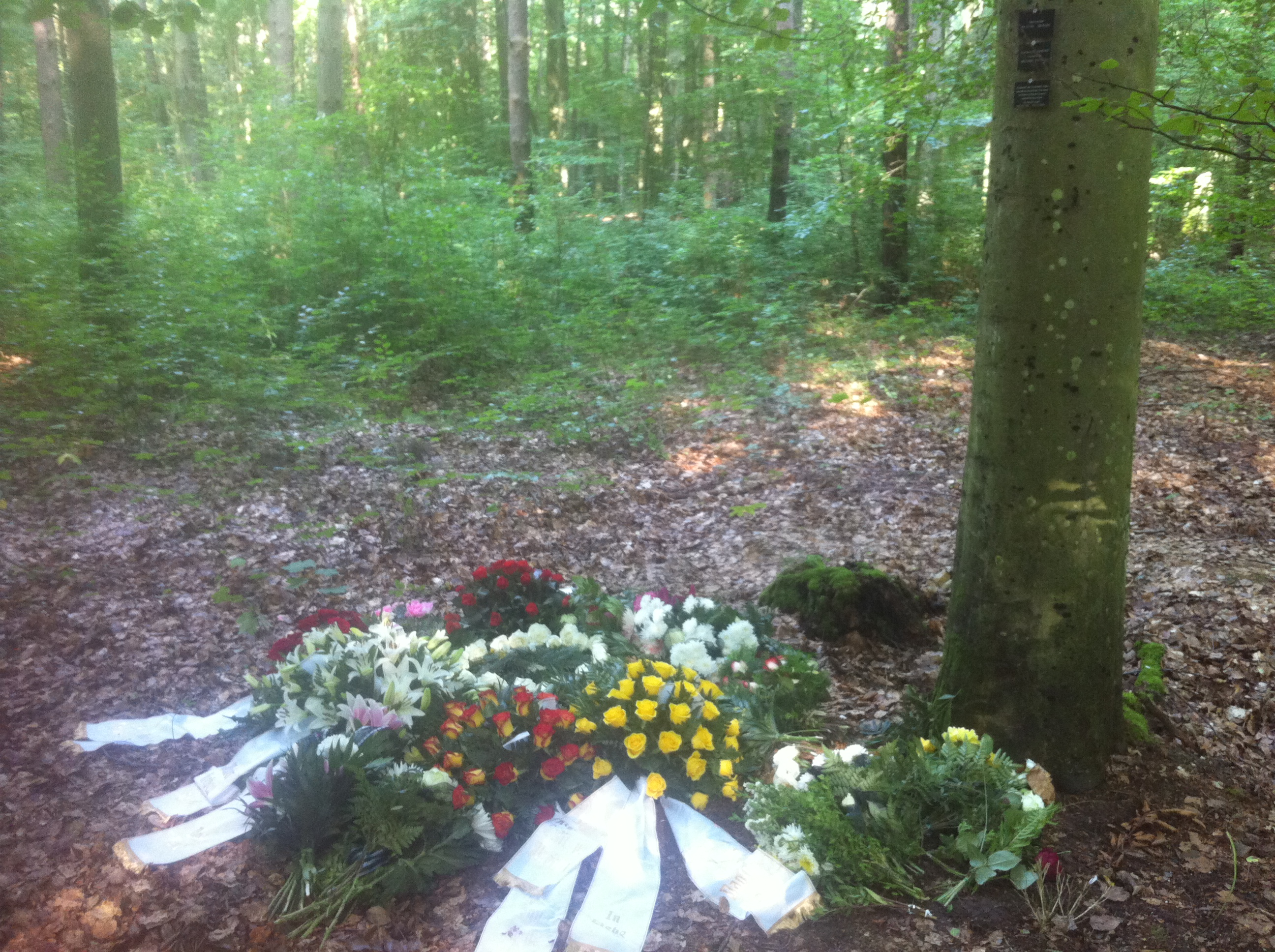
Urnengrab im Bestattungswald Usedom nach der Beisetzung

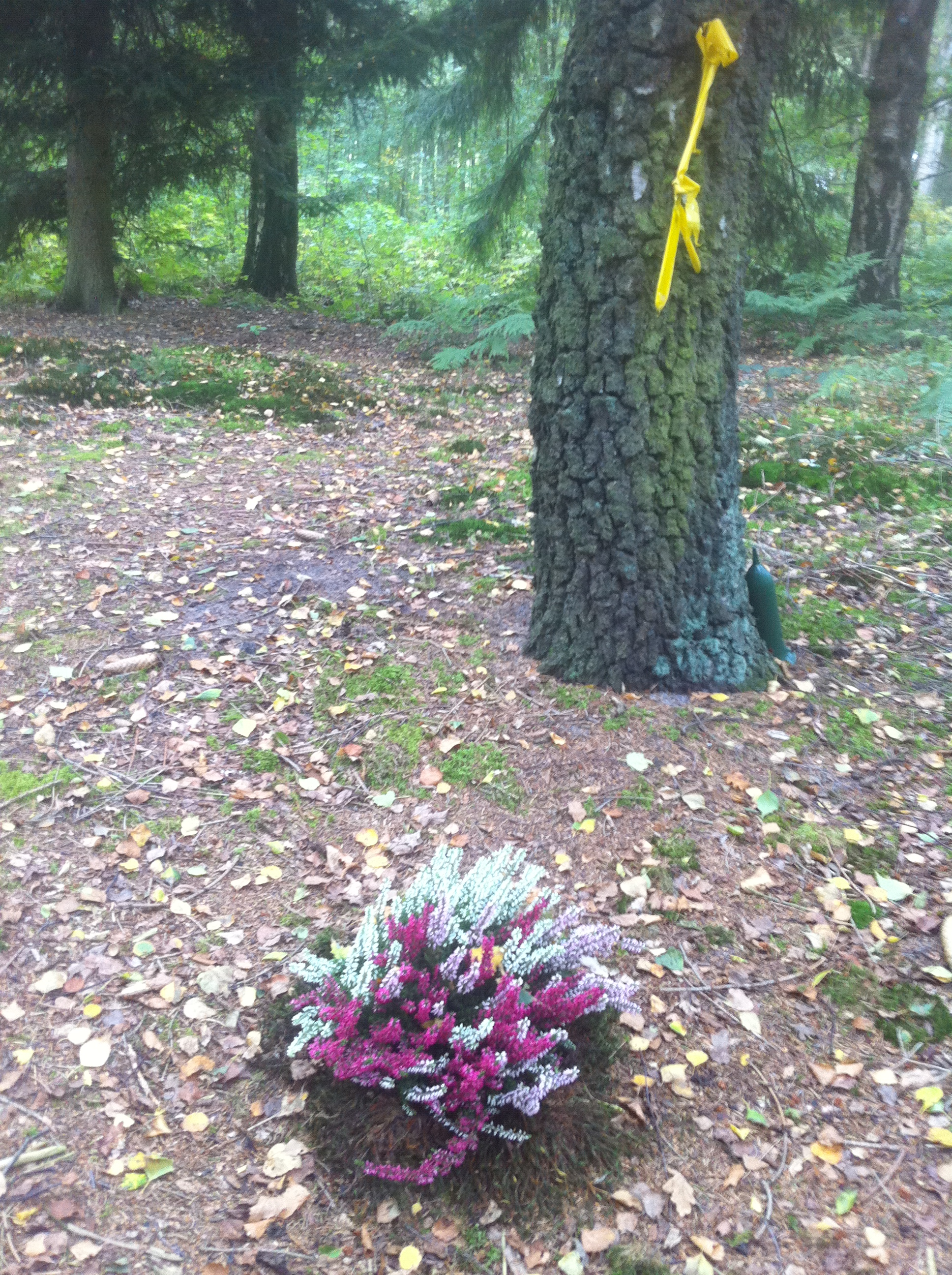
Urnengrab im Wald bei Bönningstedt

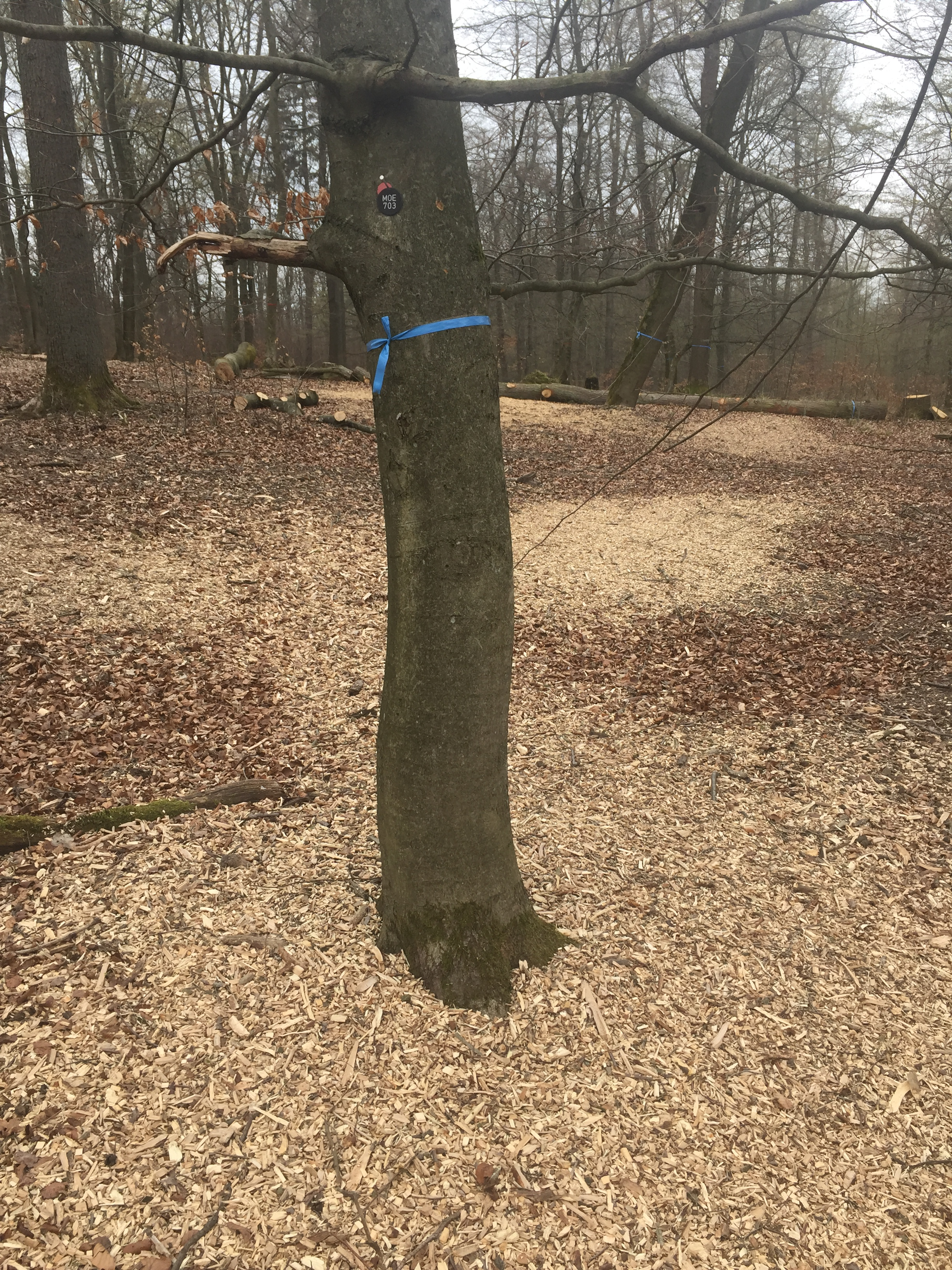
Erweiterung des Friedwaldes Möhnesee (Nordrhein-Westfalen) im April 2016

Die Waldbesitzer stellen die Flächen für die Nutzung als Bestattungsfläche zur Verfügung, beantragen die Grundbucheinträge für die Grabbäume und sind für die Bereitstellung von Parkplätzen zuständig. Der Waldboden wird bis in eine Tiefe von mindestens 80 cm aufgegraben, die Bestattungsurne direkt im Baumwurzelbereich beigesetzt. Je nach Schutzstatus bzw. Vorgaben der beanspruchten Waldfläche werden Urnen aus Holz, aus einem biologisch abbaubaren Kunststoff oder aus dauerhaftem Edelstahl verwendet. Bäume und Urnenpositionen werden eingemessen und in Karten eingezeichnet.
In einem Bestattungswald werden meist verschiedene Beisetzungsvarianten angeboten.
- Am Gemeinschaftsbaum wird die Asche verschiedener Verstorbener beigesetzt, die nicht notwendig in einem persönlichen Bezug standen. Die hieran sich Beteiligenden haben keinen Einfluss darauf, wer später an diesem Baum beigesetzt wird; die Abfolge der zu Bestattenden gleicht der bei einem Reihengrab. Damit entfällt auch die Festlegung des genauen Beisetzungplatzes.
- Ein Familien- und Freundschaftsbaum ähnelt zum Teil einem Familiengrab. Hier ist der Baum für mehrere Urnen reserviert.
- Am Einzel- oder Partnerbaum wird die Asche von einer bzw. zwei Personen beigesetzt. Weitere Beisetzungen finden um diesen Baum nicht statt.
- Weitere Varianten der Beisetzung im Bestattungswald sind der Basisplatz (mit auf 15 bis 30 Jahre verkürzten Ruhezeiten gegenüber denen von bis zu 99 Jahren für die oben genannten Optionen) und der Sternschnuppenbaum für Kinder, die bis zum dritten Lebensjahr verstorben sind.[29] In einigen Bestattungswäldern gibt es auch so genannte Regenbogenbiotope. An diesen werden „Sternenkinder“ kostenfrei beigesetzt.[30]

An den Bäumen selbst kann durch ein Namensschild der Verstorbenen gedacht werden. Meist werden hierauf Name, Geburts- und Sterbedatum vermerkt. Möglich sind auch Symbole und kurze Zitate mit oder ohne religiösen Bezug. Die Beisetzung der Urnen erfolgt innerhalb des Wurzelraums in einem Abstand von zwei bis drei Metern vom Baumstamm.
Vor der Indienststellung eines Bestattungswaldes sind umfangreiche waldbauliche Maßnahmen erforderlich, durch die Wege und Parkplätze angelegt, die Naturverjüngung ausgedünnt und eine Durchforstung ausgeführt wird. Danach verlagert sich die Bewirtschaftung auf die Bruchholzbergung nach Sturmereignissen, Kronenlichtungen und Unterholzentfernung.
In jedem Bestattungswald gilt eine spezifische Ordnung, die zur Einhaltung der Würde des Bestattungsortes beitragen soll. Untersagt ist Grabschmuck, was von manchen Hinterbliebenen jedoch nicht konsequent befolgt wird. Bei gehäuften Wildschäden oder Maßnahmen zur Bekämpfung von Tierseuchen wie Schweinepest oder Tollwut kann im Einzelfall die Jagd gestattet und sogar nötig sein.
Bei Gräbern in einem Bestattungswald handelt es sich um pflegefreie Grabstätten. Gärtnerische Pflege und Grabgestaltung entfallen. Mittlerweile werden auch auf bereits bestehenden Friedhöfen pflegefreie Gräber und Baumbestattungen angeboten.
Die Bereitstellung von Friedhöfen zählt zu den kommunalen Pflichtaufgaben. Oft stehen klassische Friedhöfe auch durch eine sich ändernde Nachfrage hinsichtlich der Bestattungsart bereits unter existenziellem Kostendruck. Entstehende Defizite dürfen nicht durch den kommunalen Haushalt subventioniert, sondern nur durch Anpassung der Friedhofsgebühren bzw. durch Umwandlung oder Schließung von Friedhöfen ausgeglichen werden. Der Verband der Friedhofsverwalter Deutschlands e. V.  weist warnend darauf hin, dass eine Gemeinde sich durch die Schaffung neuer Bestattungswälder letztlich selbst Konkurrenz mache, wenn die bereits bestehenden Friedhöfe in ihrer Wirtschaftlichkeit geschwächt werden.
Die Natur von Waldarealen bringt es mit sich, dass ein barrierefreier Zugang je nach örtlichen Gegebenheiten und Standort des Bestattungsbaums oft nicht möglich ist. Für in ihrer Mobilität eingeschränkte Menschen kann der Zugang zum gesuchten Baum deshalb erschwert sein oder nicht in Betracht kommen. Die Hauptwege allerdings müssen frei und für Rollstühle und Rollatoren befahrbar sein.

## Planungskriterien der Betreiber von Bestattungswäldern
Bei der Planung, Einrichtung und dem Betrieb von Bestattungswäldern stellen sich auch Fragen hinsichtlich der Wirtschaftlichkeit, der Gewinnerzielung und der  Auswirkungen auf bestehende Friedhöfe. Dabei geht es nicht zuletzt um die Kosten- und Einnahmenaufteilung zwischen den kommerziellen Betreibern, den Waldeigentümern und den für Genehmigung und Gewährleistung zuständigen Kommunen. Prüfungs- und Genehmigungsverfahren ziehen sich mitunter lange hin. Als langfristiger Kostenfaktor bedeutsam ist die Aufteilung der spezifischen Verkehrssicherungspflicht in Bestattungswäldern zwischen Betreibern und Waldeigentümern.
In der ab Inbetriebnahme für 99 Jahre garantierten Bestandszeit eines Bestattungswaldes fallen die Haupteinnahmen zu Beginn des Zeitraums an, die Unterhaltskosten hingegen während der gesamten Betriebsdauer. Dieser Gegebenheit tragen neuere Ansätze zu einer effizienteren Nutzung der Gesamtbetriebsdauer eines Bestattungswalds Rechnung, indem beispielsweise zu günstigerem Preis eine Belegung für nur 30 Jahre an bestimmten Bäumen angeboten wird, sodass dort innerhalb des garantierten Bestandszeitraums Mehrfachbelegungen vorgenommen werden können. Generell können die Preise für eine Baumbestattung –  wie auch Friedhofsgebühren – steigen.

## Rahmenbedingungen des Betriebs von Bestattungswäldern

### Rechtliche Aspekte
In Deutschland, Österreich und der Schweiz ist das Friedhofswesen Bestandteil der Kulturhoheit der Bundesländer bzw. Kantone, somit unterliegt die Gesetzgebung und Genehmigung von Bestattungswäldern deren jeweiliger Zuständigkeit. In Deutschland wird als Träger für einen Friedhof in der Regel immer eine Kommune oder eine als Körperschaft des öffentlichen Rechts anerkannte Religionsgemeinschaft bzw. in manchen Bundesländern auch eine „Weltanschauungsgemeinschaft“ benötigt, in Schweizer Friedwäldern wird die Asche verstreut und nicht in einer Urne beigesetzt. Die Zweckbindung als Bestattungswald wird über eine eingetragene Grunddienstbarkeit gesichert. Diese beträgt üblicherweise 99 Jahre ab Eröffnung. Im Fall einer Insolvenz des Betreibers des Bestattungswaldes muss ein kommunaler Träger den Bestattungswald bis zum Ablauf der Mindestruhezeit der letzten Bestattung weiter unterhalten. Die Mindestruhezeiten sind in den Bestattungsgesetzen der Länder geregelt.
Die für Bestattungswälder maßgeblichen Nutzungsbestimmungen wie die Pflege der Grabstätten oder Benutzungsregeln für Besucher ergeben sich aus der Nutzungsordnung des Trägers oder der kirchlichen Friedhofsordnung. Totenaschen unterliegen bis zum Ablauf der Ruhezeit der Pietätsbehaftung, die Totenruhe darf nicht gestört werden. Umbettungen erfolgen im Regelfall nur dann, wenn Urnen nach Sturmereignissen in hochgeklappten Wurzeltellern stecken.
Im Unterschied zu Bestattungen und Nutzungsrechten kommunaler oder kirchlicher Träger unterliegen die Leistungen privater Leistungserbringer der Regelsteuerpflicht, u. a. der vollen Umsatzsteuer, weshalb in privat betriebenen Urnenwäldern keine Gebühren, sondern Entgelte erhoben werden.
In der Schweiz, in der kein Friedhofszwang für Urnen besteht, können individuelle Beisetzungen im Wald genehmigungsfrei stattfinden. Für eine letzte Ruhestätte mit niedriger Benutzungsintensität müssen gegebenenfalls Auflagen erfüllt werden. Eine Nutzung mit starkem Eingriff in den Wald ist nur nach einem Rodungsbewilligungsverfahren möglich.

### Ökologische Aspekte

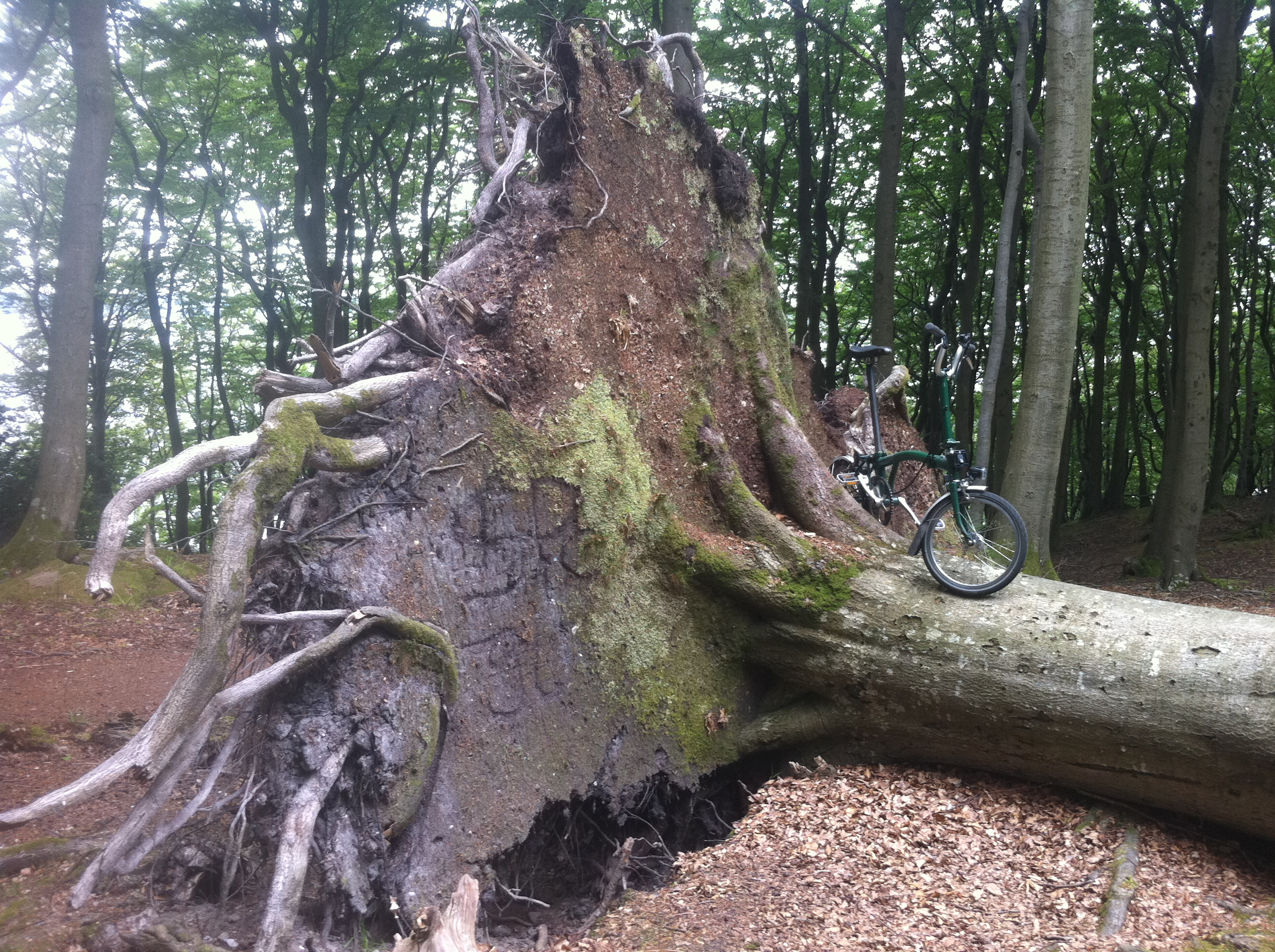
Windwurf im Bestattungswald Glücksburg

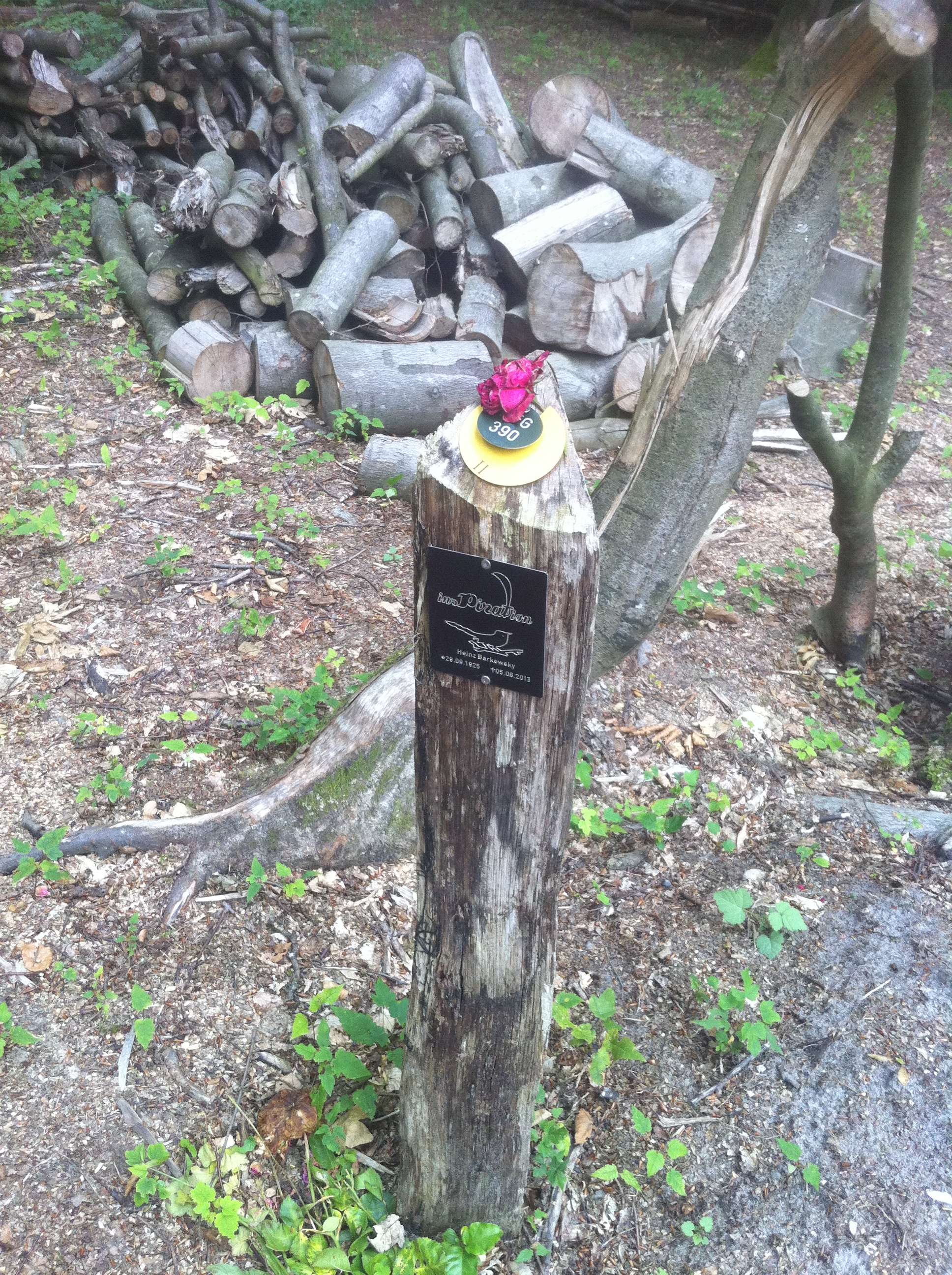
Ersatzmarkierung eines Grabes nach Windwurf im Bestattungswald Glücksburg

Insbesondere für Bestattungswaldbetreiber, die auf möglichst rasche Wiederherstellung der Verkehrssicherheit im Bestattungsareal zu achten haben, stellen im Zuge der globalen Erwärmung eintretende Waldschäden durch Dürre oder Sturm eine große Herausforderung dar.
Kremationsasche kann nach Erkenntnissen des Umweltbundesamtes mit Schwermetallen belastet sein. Bodenschutzrechtlich entfaltet diese seltene Verunreinigung aber keine Relevanz, weil das Bodenschutzrecht auf Leichen von Menschen sowie die Totenasche keine Anwendung findet.
Im Unterschied zur Praxis auf Friedhöfen, Beisetzungen möglichst außerhalb des Kronentraufbereichs durchzuführen, wird in Bestattungswäldern direkt im durchwurzelten Bodenhorizont beigesetzt. Besonders umstritten sind diese Eingriffe in Wäldern, die nach der FFH-Richtlinie geschützt sind. Beanstandet wird zudem die Ausräumung des Totholzbestandes sowie dadurch ausgelöste Biotopverschlechterungen, unter anderem für Spechte und Waldpilze.
Mittlerweile kann eine Feuerbestattung nahezu ohne den Einsatz von Energie erfolgen und Krematorien müssen die hohen Auflagen der 27. BImSchV (Bundes-Immissionsschutzverordnung) bei der Abgasfilterung beachten.
In dem für Corporate Social Responsibility eintretenden Online-Magazin UmweltDialog sieht man hingegen in den auf eine Langzeitnutzung ausgelegten Bestattungswäldern das Prinzip der Nachhaltigkeit in der Forstwirtschaft gestärkt: „Altholz bleibt bestehen und das Waldbild verändert sich langfristig – tendenziell hin zu mehr Naturnähe.“ Das „Greenpeace-Magazin“ hatte die FriedWald-Bestattung 2006 als umweltfreundliche Variante der Beisetzung in eine Liste mit „57 Tipps für eine bessere Welt“ aufgenommen. Mit der Bestattung in einer biologisch abbaubaren Urne an den Wurzeln eines Baumes könne jeder über seinen Tod hinaus ein nachhaltiges Zeichen für die Natur und den Umweltschutz setzen.

#### Forschungsergebnisse und Empfehlungen zu Wasser- und Bodenschutz
Eine im Auftrag der Friedwald GmbH im Jahr 2015 durchgeführte Studie der Universität Freiburg besagt, dass verglichen mit dem normalen, überall ohnehin anfallenden Schwermetalleintrag in hiesige Wälder der zusätzliche Eintrag an den Friedwaldstandorten deutlich niedriger sei. Die Studie gelangt zu dem Ergebnis: „Es zeigt sich damit, dass in den vorliegenden Zeiten nach der Bestattung (8–13 Jahre) keine messbare Verlagerung von Schwermetallen aus der Kremationsasche in den darunter liegenden Boden stattgefunden hat.“
Mit den Ende 2019 vorgelegten Forschungsergebnisse des Umweltbundesamtes wurde bestätigt, dass Kremationsaschen mit Schwermetallen belastet sind. Das Amt stuft die Beisetzung biologisch abbaubarer Urnen in Bestattungswäldern als meist unbedenklich ein und gibt folgende Handlungsempfehlungen:
- Stark saure, neutrale oder basische Böden bergen die Gefahr einer Kontamination des Grundwassers. Hier sollten keine abbaubaren Urnen beigesetzt werden.
- Für den sicheren Betrieb von Bestattungswäldern muss ein Kontakt von abbaubaren Urnen mit dem Grundwasser konsequent vermieden werden. Für die Beisetzungen wird daher ein Abstand von einem Meter zwischen dem Bestattungshorizont der Urnen und dem standortspezifisch höchsten Grundwasserstand empfohlen.
- Schwermetallbelastungen stehen im Zusammenhang mit dem Lebensstil der verstorbenen Person und insbesondere mit dem Material der Schmuckurne, in der die Totenasche beigesetzt wird. Insofern sind etwaig bekannte Schwermetallbelastungen der verstorbenen Person zu Lebzeiten zu berücksichtigen sowie der Werkstoff, aus dem die Urne gefertigt ist (ins. Kuper und Eisen); die Art des Kremationsprozesses hat dagegen regelmäßig keinen Einfluss auf die Verunreinigung des Totenasche.[69]

#### Umsetzung, behördliche Festsetzungen
Die Umsetzung limitierender Maßnahmen ist uneinheitlich. 2016 wurde ein Friedwald ohne abschließende Genehmigung eröffnet und zum Schutz des Grundwassers nur zur Hälfte freigegeben. Ebenfalls aus Wasserschutzgründen ist für den Bestattungswald Meerbusch vorgesehen, die Urnen nicht beizusetzen, sondern an Ort und Stelle zu leeren, so dass die Konzentration der Asche im Boden auf eine größere Fläche verteilt wird. Aus Baden-Württemberg ist das Verbot vergänglicher Urnen bzw. die Festsetzung zur Verwendung von unvergänglichen Urnen aus Keramik oder Edelstahl bekannt geworden, in einem Einzelfall am Bodensee die Anordnung, die Urnen nach Ablauf der Ruhezeit zu bergen.
Auch die Nachbarländer Schweiz und Niederlande haben für Bestattungswälder Limitierungen verfügt.

## Diskursaspekte
Gegenstand von Diskursen über Bestattungswälder sind neben den oben genannten ökologischen Fragen
- Auseinandersetzungen um die wirtschaftliche Beeinträchtigung umliegender Friedhöfe und um mögliche Haftungsrisiken für die öffentliche Hand;
- Auseinandersetzungen über theologische und philosophische Einflüsse auf die Bestattungskultur – darunter die Frage nach der Legitimität von Einäscherungen und Urnenbestattungen – sowie im Hinblick auf die Meidung umfriedeter Grabanlagen.

### Steigende Marktanteile von Alternativangeboten zu „klassischen“ Bestattungen
Reiner Sörries, der langjährige Leiter des Museums für Sepulkralkultur, sieht das Jahr der Eröffnung des ersten Friedwaldes in Deutschland 2001 als „Wendepunkt im Bestattungs- und Friedhofswesen“. Seitdem steige das diesbezügliche Angebot kontinuierlich: „Das vertraute Grab auf einem herkömmlichen Friedhof ist nicht mehr der Regelfall, sondern wird zu einer der möglichen Alternativen.“ Mit Naturbestattungen, Urnenkirchen, der Seebestattung und weiteren im Ausland angebotenen Alternativen ist der ehedem gültige Friedhofszwang im 21. Jahrhundert „an allen Stellen perforiert“.
Jürgen Hasse erklärt die zunehmenden Marktanteile der FriedWald GmbH und der RuheForst GmbH damit, dass diese Firmen Gesellschaften des bürgerlichen Rechts seien, „die in einer immer größer werdenden Thanatos-Ökonomie mit dem Angebot säkularer (wahlweise auch religiöser) Urnenbestattungen ‚im Grünen‘ eine Marktlücke geschlossen haben.“ Der Logik der Ausfüllung einer Marktlücke und des anschließenden Ausbaus des so erschlossenen Geschäftsfeldes folgend, ginge es den Marktführern weniger darum, die („pantheistisch-naturreligiösen“) Ideen des Pioniers Sauter und jener oben erwähnten 27 % der Kunden Wirklichkeit werden zu lassen, die der Natur auch nach dem Tod nahe sein wollen, als vielmehr darum, alle Bedürfnisse, die zu einer Präferenz für die Beisetzung in einem Bestattungswald führen, zu befriedigen. Den Anhängern der Bestattungswald-Bewegung unterstellt Hasse einen Hang zu einem letztlich von der Romantik geprägten Pantheismus. Die Atmosphäre des Bestattungswaldes steige „nicht ins Numinose auf; sie federt den Schmerz niederdrückender Trauer nur mit dem Argument ab, dass es in der Natur keinen Tod, sondern nur Wandel gibt.“ Die Atmosphäre des heiligen Raums (den eingefriedete Flächen mit abgegrenzten Räumen für verstorbene Individuen darstellten) weiche „einer Kulisse romantizistischer Transzendenz-Vorstellungen“.
Der Dachverband für traditionelle Naturreligion bewirbt die „Totenleite“ im Friedwald als einzige Möglichkeit, eine heidnische Bestattungsfeier unter freiem Himmel abzuhalten.
Filiz Gisa Çakir bescheinigt den „Dienstleistern im Bereich der Baumbestattung“, diese erwiesen sich als „außerordentlich kundenorientiert und anpassungsfähig“.
Mit Friedhöfen wirtschaftlich verbundene Gewerke stellen sich Waldbestattungen als Angriff auf ihre Existenzbasis dar, den Friedhöfen selbst entgehen dadurch Gebühren für Grabstellen.

### Bewahrung der Traditionen seit langem etablierter Religionsgemeinschaften
Judentum und Islam sowie die christliche Orthodoxie kennen nur Erdbestattungen. In diesen religiösen Traditionen sind Einäscherungen und damit Waldbestattungen ausgeschlossen. Es gibt bei Pfarrern unterschiedliche Auffassungen zum Bestattungswald. Die katholischen Bischöfe kritisierten die Eröffnung des ersten deutschen Friedwaldes im Jahre 2001 in ihrem Hirtenbrief von 2005: „Die Konzeption des so genannten ‚Friedwaldes‘ (freier, unumfriedeter Wald; völlig naturbelassenes Waldgebiet, Unsichtbarkeit des Urnenfeldes; Baumsymbolik; Anonymität; keine Grabpflege – die Grabpflege übernimmt die Natur) lässt zentrale Elemente einer humanen und christlichen Bestattungskultur vermissen.“
Die ehemalige evangelische Ratspräsidentin Margot Käßmann betonte 2008 in einem Festvortrag in der Kreuzkirche Hannover, dass Friedhöfe Heimatorte seien, wo auf dem Grabstein zu lesen sei, wie kurz oder wie lang ein Leben war, wo der Familie gedacht und Geschichten weitergeben würden. Dort blieben die Toten Teil unseres Lebens. In einer Zeit der Mobilität, in der feste familiäre Bindungen auseinanderzufallen drohten, würden Friedhöfe als Orte der Erinnerung benötigt. Ein evangelischer Dekan aus Donauwörth ließ verlautbaren, dass Naturbestattungen zwar „natürlich“ erscheinen, jedoch zunächst viel technischer Aufwand betrieben werden müsse, um die Verstorbenen einzuäschern. Bereits 2004 hatte allerdings die Evangelische Kirche in Deutschland zu bedenken gegeben, dass die Idee der Rückkehr des menschlichen Körpers in die Natur der christlichen Lehre nicht fremd sei. Dies werde an der Grabesformel: „Erde zu Erde, Asche zu Asche, Staub zum Staube“ deutlich. Wichtig sei es, in sich wandelnde Begräbnisformen „das christliche Zeugnis der Auferstehung einzubringen“. „Eine prinzipielle Unvereinbarkeit zwischen christlichen Einsichten über den Menschen und seine Würde auch im Tode und einer Bestattungsform innerhalb einer Friedwald-Konzeption ist daher nur schwer zu erkennen.“
Ursprünglich vorhandene Vorbehalte auf Seiten der Kirchen treten laut Institut für Weltanschauungsrecht jedoch mittlerweile in den Hintergrund. So sind es nach Auffassung der katholischen Kirche vielfach nicht mehr pantheistische Vorstellungen, die zu einer Entscheidung für Baumbestattungen führen, sondern unter anderem der Wunsch ohne einschränkende Friedhofsverordnungen oder kurzen Ruhezeiten bestattet zu werden. Eine Kirchengemeinde in Schleswig-Holstein sowie eine evangelische Stiftung in Bayern haben sogar ihre eigenen Wälder für Urnenbeisetzungen zur Verfügung gestellt. Kooperationen mit FriedWald und Ruheforst gibt es aber auch in den katholischen Bistümern Fulda und Trier.

## Begriffliche Abgrenzungen
Nicht um einen Bestattungswald handelt es sich bei
- einem Waldfriedhof, bei dem individuelle Gräber in waldartiger Umgebung angelegt sind;
- Gedenkstätten im Wald, wie zum Beispiel dem Wald der Erinnerung für im Auslandseinsatz verstorbene Soldaten der Bundeswehr oder Baumpflanzungen zur Erinnerung an verstorbene Kinder.[93]

Die im englischen Sprachraum verbreiteten natural burial grounds sind ebenfalls keine Bestattungswälder im hierzulande definierten Sinn, da in ihnen keine Totenaschen beigesetzt werden. Ebenfalls gesondert zu betrachten sind die niederländischen Natuurbegraafplaatsen, die zwar in Wäldern liegen, jedoch auch individuell erkennbare Gräber und teils Grabsteine aufweisen.